# Antiastènic
Un antiastènic és aquell medicament que s'empra per prevenir, alleujar o cura l'astènia. En general, se sol indicar en períodes de cansament o fatiga, o bé durant la convalescència d'alguna malaltia.